# Горуя
Горуя (рум. Goruia) — село у повіті Караш-Северін в Румунії. Входить до складу комуни Горуя.
Село розташоване на відстані 350 км на захід від Бухареста, 15 км на південний захід від Решиці, 76 км на південний схід від Тімішоари.

## Населення
За даними перепису населення 2002 року у селі проживали 384 особи.
Національний склад населення села:
| Національність | Кількість осіб | Відсоток |
| -------------- | -------------- | -------- |
| румуни         | 377            | 98,2%    |
| хорвати        | 6              | 1,6%     |

Рідною мовою назвали:
| Мова       | Кількість осіб | Відсоток |
| ---------- | -------------- | -------- |
| румунська  | 377            | 98,2%    |
| хорватська | 6              | 1,6%     |